# سکی یوکیو
سکی یوکیو (به ژاپنی: 関 行男, Seki Yukio); ۲۹ سپتامبر ۱۹۲۱ – ۲۵ اکتبر ۱۹۴۴) فرد نظامی اهل ژاپن بود.